# جامغان
جامْغان روستایی است در شهرستان جَهرُم در استان فارس ایران.
این روستا در دهستان جلگاه در بخش مرکزی شهرستان جهرم قرار دارد. جمعیت این روستا در سرشماری عمومی نفوس و مسکن سال ۱۳۸۵ برابر با ۹۵ نفر بود.